# 信天翁鎧甲蝦
信天翁鎧甲蝦（学名：Galathea albatrossae）为鎧甲蝦科鎧甲蝦屬下的一个种。